# Jeppe
Jeppe ist ein dänischer männlicher Vorname und ein Familienname.

## Herkunft
Jeppe ist ein dänischer Diminutiv des Vornamens Jacob und damit eine Variante von Jakob.

## Namensträger

### Familienname
- Barbara Jeppe (1921–1999), südafrikanische Malerin
- Carl Jeppe (1858–1933), deutschstämmiger Jurist, Geschäftsmann und Politiker in Südafrika
- Julius Jeppe (1859–1929), deutschstämmiger Unternehmer und Mäzen in Südafrika
- Karen Jeppe (1876–1935), dänische Missionarin in Aleppo
- Wilhelm Jeppe (1900–1978), deutscher SS-Oberführer

### Vorname
- Jeppe Aakjær (Pseudonym von Jeppe Jensen; 1866–1930), dänischer Schriftsteller
- Jeppe Bay (* 1997), dänischer Badmintonspieler
- Jeppe Beck Laursen (* 1972), norwegischer Schauspieler
- Jeppe Bruus Christensen (* 1978), dänischer Politiker
- Jeppe Curth (* 1984), dänischer Fußballspieler
- Jeppe Hein (* 1974), dänischer Bildhauer
- Jeppe M. Jeppesen (1944–2009), dänischer Kameramann
- Jeppe Kaas (* 1966), dänischer Filmkomponist und Schauspieler
- Jeppe Kjær (* 2004), dänischer Fußballspieler
- Jeppe Kofod (* 1974), dänischer Politiker
- Jeppe Ludvigsen (* 1989), dänischer Badmintonspieler
- Jeppe Moulijn (* 1972), niederländischer Dirigent und Komponist
- Jeppe Prehn (1803–1850), deutsch-dänischer Verwaltungsjurist und Amtmann
- Jeppe Tranholm-Mikkelsen (* 1962), dänischer Diplomat

### Fiktive Figur
- Jeppe, eine Kindercomic-Figur von Jutta Bauer, siehe Jeppe unterwegs